# يوكي فوروكاوا
يوكي فوروكاوا (باليابانية: 古川雄輝) هو ممثل ياباني، ولد في 18 ديسمبر 1987 بطوكيو في اليابان.

## وصلات خارجية
- يوكي فوروكاوا على موقع IMDb (الإنجليزية)
- يوكي فوروكاوا على موقع قاعدة بيانات الفيلم (الإنجليزية)
- يوكي فوروكاوا على موقع كينوبويسك (الروسية)